# Paul Raud

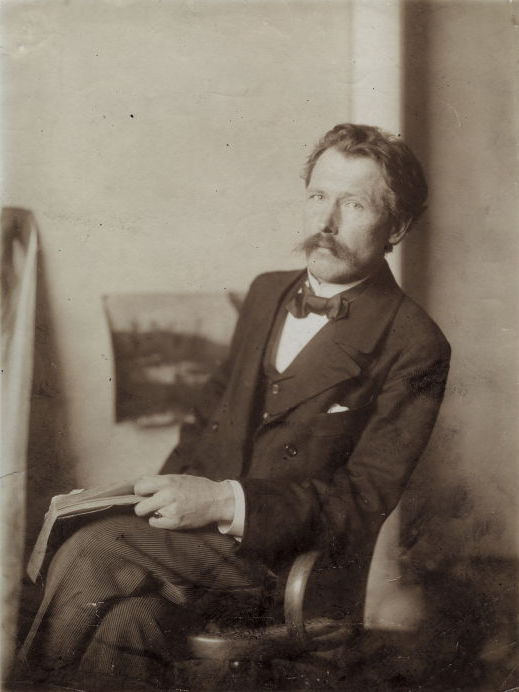
Paul Raud, Foto (zwischen 1904 und 1911)

Paul Raud (* 11. Oktoberjul. / 23. Oktober 1865greg. im Dorf Kirikuküla, damals Kirchspiel Sankt-Jakobi; † 22. November 1930 in Tallinn) war ein estnischer Maler. Zusammen mit seinem Zwillingsbruder Kristjan und Ants Laikmaa gilt er als einer der einflussreichsten Künstler seines Landes zu Beginn des 20. Jahrhunderts.
Raud verlor früh seinen Vater. Mithilfe seines Onkels Magnus gelangte Rauds Familie 1881 nach Dorpat, wo er die Realschule besuchte. Im Hause des Philosophie-Professors Gustav Teichmüller sah Raud Werke der Maler Oskar Hoffmann und Julius von Klever. Nach Abschluss der Realschule hörte Raud zunächst kunstgeschichtliche Vorlesungen Teichmüllers und absolvierte einen einjährigen Militärdienst, ehe er sich entschloss, zur künstlerischen Ausbildung nach Deutschland zu gehen. Dort studierte er zwischen 1888 und 1894 an der Kunstakademie Düsseldorf bei Heinrich Lauenstein, Hugo Crola, Peter Janssen, Adolf Schill und Eduard von Gebhardt Malerei. Hierzu erhielt er – vermittelt durch Teichmüller – ein Stipendium der verwitweten Baronin Natalie von Uexküll in Höhe von 40 Rubel monatlich. Nach seiner Rückkehr nach Estland widmete er sich vornehmlich der Porträt- und Landschaftsmalerei. Von 1911 an arbeitete er als Zeichenlehrer an der Kaiserlichen Kunstakademie von Sankt Petersburg. 1914 wechselte er als Kunstlehrer an die Handelsschule für Mädchen in Tallinn.